# Szob
Szob je mesto na Madžarskem, ki upravno spada v podregijo Szobi Županije Pešta.